# Brejinho (Pernambuco)
Brejinho is een gemeente in de Braziliaanse deelstaat Pernambuco. De gemeente telt 7.369 inwoners (schatting 2009).
De gemeente grenst aan São José do Egito, Itapetim, Santa Terezinha en Teixeira (PA).